# شهرستان دیلم
شهرستان دیلم یکی از شهرستانهای لُرنشین استان بوشهر در جنوب ایران است. شهرستان دیلم در تاریخ ۹ مهر ۱۳۷۴ با مرکزیت شهر بندر دیلم تأسیس گردید.
آب و هوای دیلم گرم و مرطوب است. مردم این شهرستان مسلمان و از مذاهب شیعه هستند. بندر قدیمی مهرویان در ۲۴ کیلومتری شمال بندر دیلم قرار داشت. آثار خرابه‌های این بندر هم‌اکنون درمحلی به نام تل امام زاده مشهود است. حدود ۲۰ کیلومتری بندر دیلم در حوالی خور امام حسین آثار خرابه‌های بندر سی نیز باقی مانده است.

## جغرافیا

### موقعیت جغرافیایی
شهرستان دیلم از شمال به شهرستان بهبهان و بندر هندیجان (از استان خوزستان) از شرق استان کهگیلویه و بویر احمد، از جنوب شهرستان گناوه و از غرب به خلیج دیلم در خلیج فارس محدود می‌باشد.

## مردم‌شناسی
مردم این شهرستان از قوم لر می‌باشند. به زبان لری سخن می‌گویند.
وزرات فرهنگ و ارشاد اسلامی استان بوشهر می‌گوید: مردم دیلم از نژاد لر هستند و گویش لری دارند.
استانداری بوشهر مردم این شهرستان را چنین توصیف می‌کند: اهالی شهرستان دیلم از نژاد لر و شیعه دوازده امامی اند و به زبان لری لیراوی صحبت می‌کنند.

## ترابری
مسیرهای ارتباطی به این شهرستان عبارت اند از:
- راه اصلی بندر دیلم - گناوه به سمت جنوب شرقی به طول ۶۷ کیلومتر
- راه فرعی بندر دیلم - هندیجان - بندر ماهشهر به سمت شمال غربی
- راه فرعی بندر دیلم - سردشت - بهبهان

## تقسیمات کشوری
- بخش مرکزی شهرستان دیلم
  - دهستان حومه
  - دهستان لیراوی شمالی

شهرها: بندر دیلم
- بخش امام حسن
  - دهستان لیراوی جنوبی
  - دهستان لیراوی میانی

شهرها: امام حسن

## بناهای تاریخی

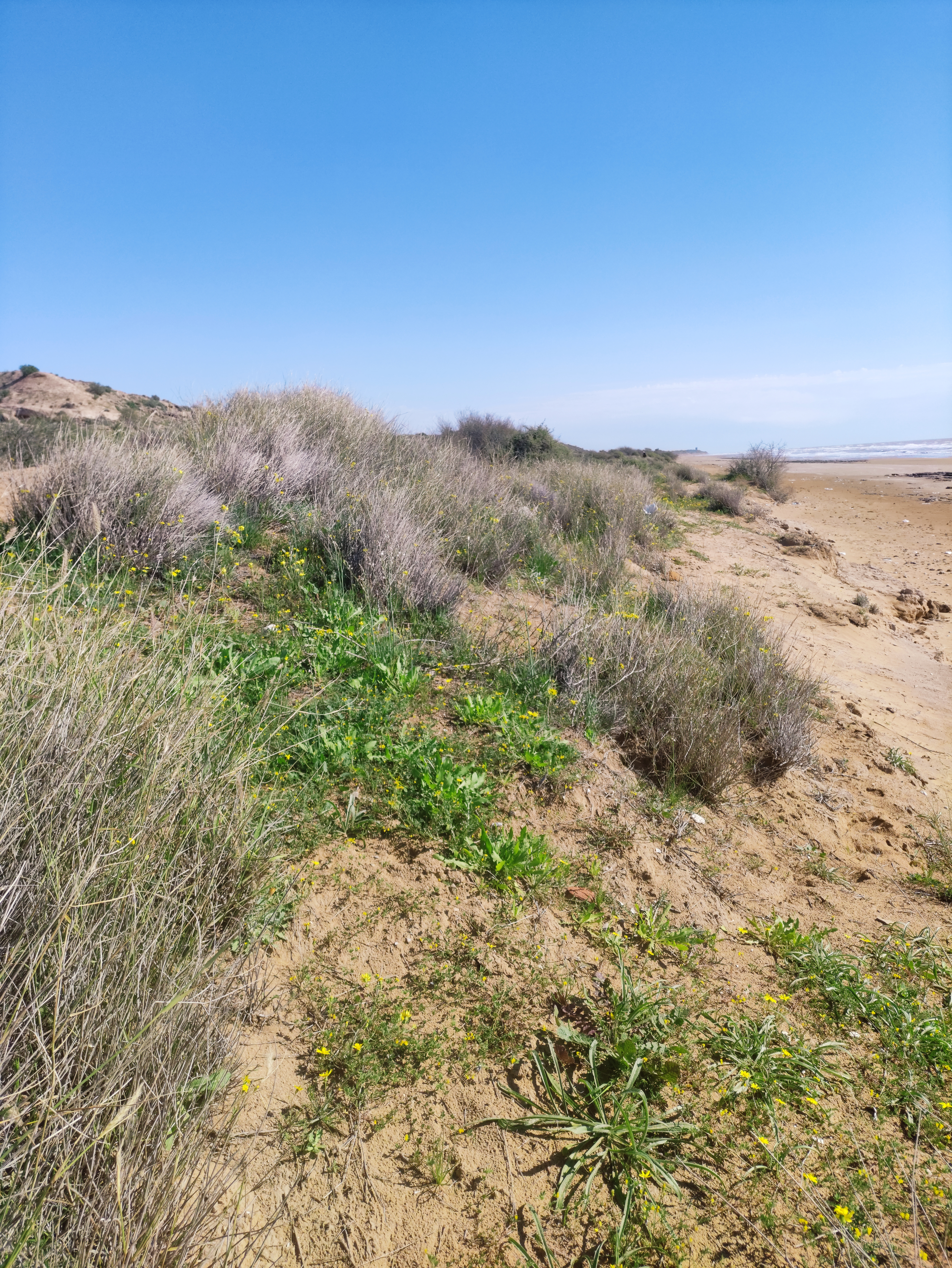
سواحل بین بندر دیلم و گناوه

خرابه‌های بندر مهروبان (۲۴ کیلومتری شمال بندر دیلم)، امام زاده حسن (شهر امام حسن)، عمارت تاریخی حاج رئیس التجار و عمارت دیلمی پور، امام زاده بی بی حلیمه، کاروانسرای حاج حسن خان لیراوی، قلعه چاه تلخ، قلعه آقاخان مسیح خان در روستای باستین، آب انبارهای سنگ و ساروج در محوطه تاریخی اسلجان در روستای شهرویران و… از آثار مذهبی و تاریخی در شهرستان دیلم است. در مورد بناهای تاریخی در بندر دیلم متأسفانه جز اندک بناهای مخروبه ای بجا نمانده. قلعهٔ آقا خان لیراوی واقع در روستای حصار در فاصله حدود ۳۰ کیلومتری جنوب بندر دیلم این قلعه بجا مانده از دوره قاجار می‌باشد که آقا خان لیراوی که بر دشت لیراوی چوب حکومت می‌راند در آن می‌زیسته این قلعه دارای چهار برج دیدبانی، شاهنشین، تعدادی اتاق درونی و اندرونی، سیاه چال و بخش‌های دیگری بوده که امروزه بخش‌های زیادی از آن در اثر بی‌توجهی متولیان آن تخریب شده. در شهر دیلم نیز امارت حاج رئیس دیلمی پور که به بجا مانده از عهد قاجاری است همچنان پابرجاست رضا شاه پهلوی زمانی که برای دست‌گیری شیخ خزعل در خوزستان عازم آنجا بوده از بوشهر با کشتی به دیلم می‌آید و یک شب را در امارت دیلمی پور بیتوته می‌کند و از دیلم به اهواز می‌رود. یکی دیگر از امارت‌های قدیمی در بندر دیلم منزل مرحوم حاج بشیر بشیری است که در حدود سال ۱۲۵۰ شمسی ساخته شده و اولین ساختمان شهرداری بندر دیلم در سال ۱۳۳۴ در این امارت شروع به کار کرد و خوشبختانه این بنا به همت نوادگان حاج بشیر مرمت و بازسازی شد و هم‌اکنون در آن سکونت دارند امروزه به دلیل رشد روزافزون ساختمان سازی‌های جدید و مدرن و با توجه به قرار گرفتن بازار بندر دیلم در محدوده بافت قدیم شهر متأسفانه بخش اعظمی از بناهای تاریخ دار و شناسنامه دار دیلم جای خود را به پاساژهای چند طبقه و پر زرق و برق امروزی داده‌اند و چیزی از آنها به جا نمانده از دیگر بناهای دیدنی دیلم مسجد نور واقع در خیابان ساحلی می‌باشد که با معماری منحصر به فرد و دیدنی ساخته شده و مزین به تکه ای از (پرده کعبه) می‌باشد.

## جمعیت
طبق سرشماری سال ۱۳۹۵ جمعیت این شهرستان ۳۴٬۸۲۸ نفر می‌باشد.